# Mernoq
Mernoq [ˈmɜnːɔq] (nach alter Rechtschreibung Mernoĸ) ist eine wüst gefallene grönländische Siedlung im Distrikt Upernavik in der Avannaata Kommunia.

## Lage
Mernoq befindet sich im Nordwesten der gleichnamigen Insel. An der Südspitze der Insel liegt die verlassene Siedlung Kuuk. Von Mernoq aus sind es 26 km nach Süden bis nach Nutaarmiut.

## Geschichte
Mernoq wurde zwischen 1850 und 1887 besiedelt. Bis 1906 war der Ort der nördlichste Nordgrönlands, bis Orte weiter nördlich besiedelt wurden. Kurz darauf, aber vor 1918 wurde Mernoq verlassen. Weiteres ist nicht über den Wohnplatz bekannt.